# Heterotropus sabulosus
Heterotropus sabulosus är en tvåvingeart som beskrevs av Paramonov 1929. Heterotropus sabulosus ingår i släktet Heterotropus och familjen svävflugor. Inga underarter finns listade i Catalogue of Life.